# Margarita Stolbizer
Margarita Stolbizer (Morón, 17 maart 1955) is een Argentijnse politica en advocaat.
In de verkiezingen van 2011, ze liep voor gouverneur van de provincie Buenos Aires door de Brede Progressieve Front, bij Hermes Binner de kandidatuur voor het presidentschap van de natie.